# Blood on the Dance Floor: HIStory in the Mix
Blood on the Dance Floor: HIStory in the Mix is een album van de Amerikaanse popster Michael Jackson en met meer dan 6 miljoen verkochte exemplaren het best verkochte remix album aller tijden. Het album werd internationaal uitgebracht op 20 mei 1997 door platenlabels Epic Records en MJJ Productions en gepromoot als een vervolg op Jackson's album HIStory - Past, Present And Future, Book I. In Europa behaalde Blood On The Dance Floor: HIStory in the Mix succes, maar door een gebrek aan promotie viel de verkoop in de Verenigde Staten tegen. Het album behaalde de nummer 1-positie in de hitlijsten in onder andere het Verenigd Koninkrijk, Frankrijk, België (Vlaamse hitlijst) en Nederland.
Het album bestaat uit acht remixes van nummers die eerder waren uitgegeven op HIStory: Past, Present and Future, Book I en vijf nieuwe nummers die Jackson grotendeels al eerder had opgenomen. Tijdens de opnamesessies in 1996 en 1997 was Jackson zelf betrokken bij de productie van de niet eerder uitgegeven nummers, in de productie van de remixes had hij geen aandeel.

## Productie en muziek
De totstandkoming van het album vond plaats tijdens Jackson zijn HIStory World Tour. Jackson had gedurende deze tijd kennis genomen van eurodance muziek uit München en was naar verluidt onder de indruk van hoe zijn eigen nummers als eurodance remix klonken. Ook ontwikkelde hij een interesse voorTrinidadiaanse beat muziek. Als gevolg van Jackson's muzikale voorkeuren en strakke tijdsschema werd besloten om de productie van de nieuwe nummers voornamelijk in Europa plaats te laten vinden; Jackson en zijn team werkte in Zweedse, Zwitserse en Duitse studio's.
Voor de remixes op het album werden divserse producers en diskjockeys benaderd. Remixes van Jimmy Jam & Terry Lewis (Scream), Fire Island (Money), The Fugees (2 Bad), Todd Terry (Stranger In Moscow), David Morales (This Time Around), Hani (Earth Song), Frankie Knuckles (You Are Not Alone) en Tony Moran (HIStory) staan op het album.

## Uitgave en promotie

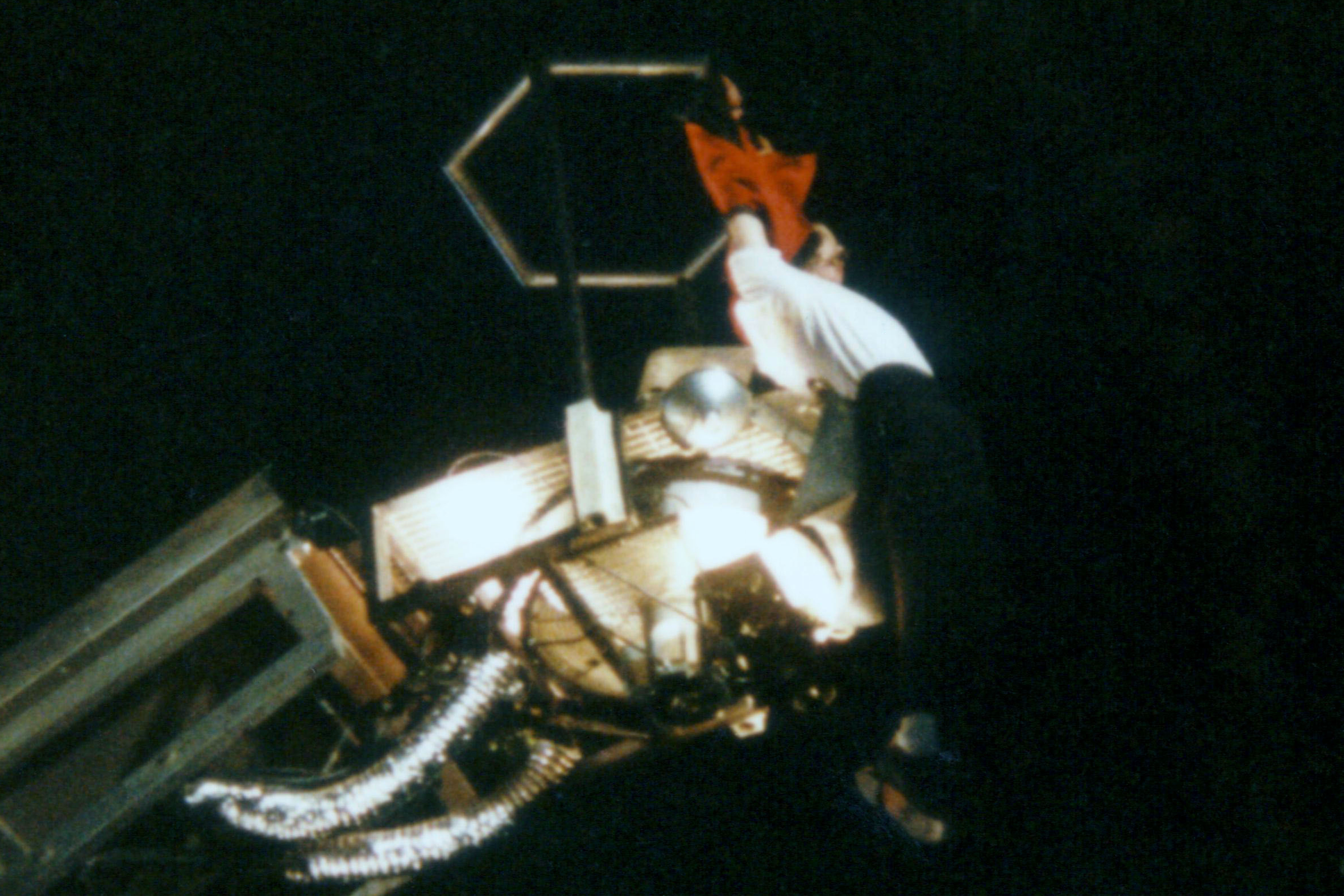
Jackson op 20 juni 1997 tijdens een concert van de HIStory World Tour in Lausanne (Switzerland)

### Ghosts film
Jackson werkte tijdens de maak van het album aan een korte film getiteld Ghosts, deze ging op het Cannes Film Festival van 1997 in première en bevatte muziek en choreografie voor de nummers 2 Bad (een remix verscheen op Blood On The Dance Floor), Ghosts en Is It Scary. De film ontving een Bob Fosse award voor beste choreografie in een muziekvideo.

### HIStory World Tour
De intentie van Blood On The Dance Floor was om de HIStory World Tour, destijds voornamelijk in Europa, extra bekendheid te geven. Jackson trad tijdens diverse concerten dan ook op het het nummer Blood On The Dance Floor.

### Singles
Er kwamen drie singles voort uit het album: Blood on the Dance Floor, HIStory/Ghosts en Is It Scary. De single Blood on the Dance Floor werd in Europa een groot succes en behaalde in veel landen een top-10 positie in de hitlijsten, met een nummer 1 notering in het Verenigd Koninkrijk. De tweede single was voornamelijk ter promotie van de korte film voor Ghosts en werd een bescheiden succes. Is It Scary werd uitgegeven als speciale derde single in Nederland, het Verenigd Koninkrijk en de Verenigde Staten en had vrijwel geen succes.

## Nummers
| No. | Titel                                                     | Geschreven door                                                    |
| --- | --------------------------------------------------------- | ------------------------------------------------------------------ |
| 1   | Blood On The Dance Floor                                  | - Michael Jackson - Teddy Riley                                    |
| 2   | Morphine                                                  | - Michael Jackson                                                  |
| 3   | Superfly Sister                                           | - Michael Jackson - Bryan Loren                                    |
| 4   | Ghosts                                                    | - Michael Jackson - Teddy Riley                                    |
| 5   | Is It Scary                                               | - Michael Jackson - James Harris III - Terry Lewis                 |
| 6   | Scream Louder (Flyte Tyme Remix) (duet met Janet Jackson) | - Michael Jackson - Janet Jackson - James Harris III - Terry Lewis |
| 7   | Money (Fire Island Radio Edit)                            | - Michael Jackson                                                  |
| 8   | 2 Bad (Refugee Camp Mix) (featuring John Forté)           | - Michael Jackson - Bruce Swedien - René Moore - Dallas Austin     |
| 9   | Stranger in Moscow (Tee's In-House Club Mix)              | - Michael Jackson                                                  |
| 10  | This Time Around (D.M. Radio Mix)                         | - Michael Jackson - Dallas Austin                                  |
| 11  | Earth Song (Hani's Club Experience)                       | - Michael Jackson                                                  |
| 12  | You Are Not Alone (Classic Club Mix)                      | - Robert Kelly                                                     |
| 13  | HIStory (Tony Moran's HIStory Lesson)                     | - Michael Jackson - James Harris III - Terry Lewis                 |

- Morphine is hernoemd naar Just Say No op sommige Midden-Oosterse versies van het album.
- Ghosts en Is It Scary delen bepaalde gedeeltes van de zangtekst.
- Op de LP versie van het album zijn This Time Around (D.M. Radio Mix) en You Are Not Alone (Classic Club Mix) vervangen door This Time Around (D.M. Mad Club Mix) en You Are Not Alone (Classic Club Edit).
- De nummers Seven Digits en In The Back werden voor het album overwogen, maar zijn uiteindelijk vervangen door Superfly Sister.

## Verkoopcijfers en hitlijsten
Blood On The Dance Floor was in Nederland een succes en behaalde in de tweede week op de Album Top 100 de nummer 1-positie. In totaal besteedde het album 21 weken in de hitlijst en behaalde voor het laatst een notering op 11 oktober 1997. Het album werd in Nederland met platina certificering onderscheiden voor de verkoop van 100.000 exemplaren.
| "Blood on the Dance Floor: HIStory in the Mix" in de Nederlandse Album Top 100 - binnen: 24-05-1997 | "Blood on the Dance Floor: HIStory in the Mix" in de Nederlandse Album Top 100 - binnen: 24-05-1997 | "Blood on the Dance Floor: HIStory in the Mix" in de Nederlandse Album Top 100 - binnen: 24-05-1997 | "Blood on the Dance Floor: HIStory in the Mix" in de Nederlandse Album Top 100 - binnen: 24-05-1997 | "Blood on the Dance Floor: HIStory in the Mix" in de Nederlandse Album Top 100 - binnen: 24-05-1997 | "Blood on the Dance Floor: HIStory in the Mix" in de Nederlandse Album Top 100 - binnen: 24-05-1997 | "Blood on the Dance Floor: HIStory in the Mix" in de Nederlandse Album Top 100 - binnen: 24-05-1997 | "Blood on the Dance Floor: HIStory in the Mix" in de Nederlandse Album Top 100 - binnen: 24-05-1997 | "Blood on the Dance Floor: HIStory in the Mix" in de Nederlandse Album Top 100 - binnen: 24-05-1997 | "Blood on the Dance Floor: HIStory in the Mix" in de Nederlandse Album Top 100 - binnen: 24-05-1997 | "Blood on the Dance Floor: HIStory in the Mix" in de Nederlandse Album Top 100 - binnen: 24-05-1997 | "Blood on the Dance Floor: HIStory in the Mix" in de Nederlandse Album Top 100 - binnen: 24-05-1997 | "Blood on the Dance Floor: HIStory in the Mix" in de Nederlandse Album Top 100 - binnen: 24-05-1997 | "Blood on the Dance Floor: HIStory in the Mix" in de Nederlandse Album Top 100 - binnen: 24-05-1997 | "Blood on the Dance Floor: HIStory in the Mix" in de Nederlandse Album Top 100 - binnen: 24-05-1997 | "Blood on the Dance Floor: HIStory in the Mix" in de Nederlandse Album Top 100 - binnen: 24-05-1997 | "Blood on the Dance Floor: HIStory in the Mix" in de Nederlandse Album Top 100 - binnen: 24-05-1997 | "Blood on the Dance Floor: HIStory in the Mix" in de Nederlandse Album Top 100 - binnen: 24-05-1997 | "Blood on the Dance Floor: HIStory in the Mix" in de Nederlandse Album Top 100 - binnen: 24-05-1997 | "Blood on the Dance Floor: HIStory in the Mix" in de Nederlandse Album Top 100 - binnen: 24-05-1997 | "Blood on the Dance Floor: HIStory in the Mix" in de Nederlandse Album Top 100 - binnen: 24-05-1997 | "Blood on the Dance Floor: HIStory in the Mix" in de Nederlandse Album Top 100 - binnen: 24-05-1997 | "Blood on the Dance Floor: HIStory in the Mix" in de Nederlandse Album Top 100 - binnen: 24-05-1997 |
| Week:                                                                                               | 1                                                                                                   | 2                                                                                                   | 3                                                                                                   | 4                                                                                                   | 5                                                                                                   | 6                                                                                                   | 7                                                                                                   | 8                                                                                                   | 9                                                                                                   | 10                                                                                                  | 11                                                                                                  | 12                                                                                                  | 13                                                                                                  | 14                                                                                                  | 15                                                                                                  | 16                                                                                                  | 17                                                                                                  | 18                                                                                                  | 19                                                                                                  | 20                                                                                                  | 21                                                                                                  | -                                                                                                   |
| --------------------------------------------------------------------------------------------------- | --------------------------------------------------------------------------------------------------- | --------------------------------------------------------------------------------------------------- | --------------------------------------------------------------------------------------------------- | --------------------------------------------------------------------------------------------------- | --------------------------------------------------------------------------------------------------- | --------------------------------------------------------------------------------------------------- | --------------------------------------------------------------------------------------------------- | --------------------------------------------------------------------------------------------------- | --------------------------------------------------------------------------------------------------- | --------------------------------------------------------------------------------------------------- | --------------------------------------------------------------------------------------------------- | --------------------------------------------------------------------------------------------------- | --------------------------------------------------------------------------------------------------- | --------------------------------------------------------------------------------------------------- | --------------------------------------------------------------------------------------------------- | --------------------------------------------------------------------------------------------------- | --------------------------------------------------------------------------------------------------- | --------------------------------------------------------------------------------------------------- | --------------------------------------------------------------------------------------------------- | --------------------------------------------------------------------------------------------------- | --------------------------------------------------------------------------------------------------- | --------------------------------------------------------------------------------------------------- |
| Positie:                                                                                            | 10                                                                                                  | 1                                                                                                   | 3                                                                                                   | 3                                                                                                   | 7                                                                                                   | 15                                                                                                  | 28                                                                                                  | 47                                                                                                  | 59                                                                                                  | 49                                                                                                  | 45                                                                                                  | 53                                                                                                  | 61                                                                                                  | 67                                                                                                  | 63                                                                                                  | 92                                                                                                  | 89                                                                                                  | 60                                                                                                  | 69                                                                                                  | 30                                                                                                  | 95                                                                                                  | uit                                                                                                 |

Ook in België (Vlaamse hitlijst) behaalde Blood On The Dance Floor in de tweede week na uitgave de toppositie in de hitlijst. Het album besteedde 25 weken in de Ultratop 200 en behaalde voor het laatst een notering op 8 november 1997. Ook in België ontving het album platina certificering, hier voor de verkoop van 50.000 exemplaren.
| "Blood on the Dance Floor: HIStory in the Mix" in de Vlaamse Ultratop 200 - binnen: 31-05-1997 | "Blood on the Dance Floor: HIStory in the Mix" in de Vlaamse Ultratop 200 - binnen: 31-05-1997 | "Blood on the Dance Floor: HIStory in the Mix" in de Vlaamse Ultratop 200 - binnen: 31-05-1997 | "Blood on the Dance Floor: HIStory in the Mix" in de Vlaamse Ultratop 200 - binnen: 31-05-1997 | "Blood on the Dance Floor: HIStory in the Mix" in de Vlaamse Ultratop 200 - binnen: 31-05-1997 | "Blood on the Dance Floor: HIStory in the Mix" in de Vlaamse Ultratop 200 - binnen: 31-05-1997 | "Blood on the Dance Floor: HIStory in the Mix" in de Vlaamse Ultratop 200 - binnen: 31-05-1997 | "Blood on the Dance Floor: HIStory in the Mix" in de Vlaamse Ultratop 200 - binnen: 31-05-1997 | "Blood on the Dance Floor: HIStory in the Mix" in de Vlaamse Ultratop 200 - binnen: 31-05-1997 | "Blood on the Dance Floor: HIStory in the Mix" in de Vlaamse Ultratop 200 - binnen: 31-05-1997 | "Blood on the Dance Floor: HIStory in the Mix" in de Vlaamse Ultratop 200 - binnen: 31-05-1997 | "Blood on the Dance Floor: HIStory in the Mix" in de Vlaamse Ultratop 200 - binnen: 31-05-1997 | "Blood on the Dance Floor: HIStory in the Mix" in de Vlaamse Ultratop 200 - binnen: 31-05-1997 | "Blood on the Dance Floor: HIStory in the Mix" in de Vlaamse Ultratop 200 - binnen: 31-05-1997 | "Blood on the Dance Floor: HIStory in the Mix" in de Vlaamse Ultratop 200 - binnen: 31-05-1997 | "Blood on the Dance Floor: HIStory in the Mix" in de Vlaamse Ultratop 200 - binnen: 31-05-1997 | "Blood on the Dance Floor: HIStory in the Mix" in de Vlaamse Ultratop 200 - binnen: 31-05-1997 | "Blood on the Dance Floor: HIStory in the Mix" in de Vlaamse Ultratop 200 - binnen: 31-05-1997 | "Blood on the Dance Floor: HIStory in the Mix" in de Vlaamse Ultratop 200 - binnen: 31-05-1997 | "Blood on the Dance Floor: HIStory in the Mix" in de Vlaamse Ultratop 200 - binnen: 31-05-1997 | "Blood on the Dance Floor: HIStory in the Mix" in de Vlaamse Ultratop 200 - binnen: 31-05-1997 | "Blood on the Dance Floor: HIStory in the Mix" in de Vlaamse Ultratop 200 - binnen: 31-05-1997 | "Blood on the Dance Floor: HIStory in the Mix" in de Vlaamse Ultratop 200 - binnen: 31-05-1997 | "Blood on the Dance Floor: HIStory in the Mix" in de Vlaamse Ultratop 200 - binnen: 31-05-1997 | "Blood on the Dance Floor: HIStory in the Mix" in de Vlaamse Ultratop 200 - binnen: 31-05-1997 | "Blood on the Dance Floor: HIStory in the Mix" in de Vlaamse Ultratop 200 - binnen: 31-05-1997 | "Blood on the Dance Floor: HIStory in the Mix" in de Vlaamse Ultratop 200 - binnen: 31-05-1997 |
| Week:                                                                                          | 1                                                                                              | 2                                                                                              | 3                                                                                              | 4                                                                                              | 5                                                                                              | 6                                                                                              | 7                                                                                              | 8                                                                                              | 9                                                                                              | 10                                                                                             | 11                                                                                             | 12                                                                                             | 13                                                                                             | 14                                                                                             | 15                                                                                             | 16                                                                                             | 17                                                                                             | 18                                                                                             | 19                                                                                             | 20                                                                                             | 21                                                                                             | 22                                                                                             | 23                                                                                             | 24                                                                                             | 25                                                                                             | -                                                                                              |
| ---------------------------------------------------------------------------------------------- | ---------------------------------------------------------------------------------------------- | ---------------------------------------------------------------------------------------------- | ---------------------------------------------------------------------------------------------- | ---------------------------------------------------------------------------------------------- | ---------------------------------------------------------------------------------------------- | ---------------------------------------------------------------------------------------------- | ---------------------------------------------------------------------------------------------- | ---------------------------------------------------------------------------------------------- | ---------------------------------------------------------------------------------------------- | ---------------------------------------------------------------------------------------------- | ---------------------------------------------------------------------------------------------- | ---------------------------------------------------------------------------------------------- | ---------------------------------------------------------------------------------------------- | ---------------------------------------------------------------------------------------------- | ---------------------------------------------------------------------------------------------- | ---------------------------------------------------------------------------------------------- | ---------------------------------------------------------------------------------------------- | ---------------------------------------------------------------------------------------------- | ---------------------------------------------------------------------------------------------- | ---------------------------------------------------------------------------------------------- | ---------------------------------------------------------------------------------------------- | ---------------------------------------------------------------------------------------------- | ---------------------------------------------------------------------------------------------- | ---------------------------------------------------------------------------------------------- | ---------------------------------------------------------------------------------------------- | ---------------------------------------------------------------------------------------------- |
| Positie:                                                                                       | 2                                                                                              | 1                                                                                              | 2                                                                                              | 4                                                                                              | 3                                                                                              | 6                                                                                              | 7                                                                                              | 7                                                                                              | 7                                                                                              | 7                                                                                              | 9                                                                                              | 10                                                                                             | 10                                                                                             | 11                                                                                             | 14                                                                                             | 14                                                                                             | 7                                                                                              | 6                                                                                              | 19                                                                                             | 23                                                                                             | 25                                                                                             | 31                                                                                             | 41                                                                                             | 46                                                                                             | 48                                                                                             | uit                                                                                            |